# Heizkraftwerk Jena
Das Heizkraftwerk Jena ist ein Heizkraftwerk (HKW) im Ortsteil Winzerla im Süden von Jena, das 1972 in Betrieb ging. Es wurde mehrmals für die Nutzung unterschiedlicher Energieträger umgebaut und wird heute von der Thüringer Energie AG mit Erdgas betrieben, die erzeugte Fernwärme wird an die Stadtwerke Energie Jena-Pößneck geliefert. An seinem Standort sind umfangreiche Investitionen geplant, um erneuerbare Energien zu nutzen.

## Das Öl- und Kohlekraftwerk (1972 bis 1994)
Das HKW Jena wurde in den Jahren 1968 bis 1972 errichtet, nachdem sich durch die Beschlüsse des Ministerrates der DDR von 1965 zum Ausbau der Zeiss-Werke und der damit verbundenen Zunahme der Bevölkerung, vor allem durch den neuerrichteten Stadtteil Neulobeda, ein umfangreicher Ausbau der Fernwärmeversorgung in Jena notwendig gemacht hatte. Dieser wurde mit Kraft-Wärme-Kopplung realisiert und der Grundstein für das HKW am 17. April 1968 gelegt. Bei ihrer Fertigstellung bestand die Anlage aus dem Heizkraftwerk, einem Umspannwerk und einem 8-geschossigen Mehrzweckgebäude. Das Investitionsvolumen betrug 200 Millionen Mark.
Die Inbetriebnahme 1972 führte unmittelbar zur Stilllegung des seit 1967 betriebenen provisorischen Heizwerks in Neulobeda (siehe hier). Das seit 1961 betriebene, von einem mit Stadtgas befeuerten Heizwerk an der Löbstedter Straße (Wärmeleistung 48,5 MW):51–54 gespeiste Fernwärmenetz im Stadtteil Nord II blieb als Inselanlage erhalten und wurde erst nach 1991 an das HKW Winzerla angeschlossen.

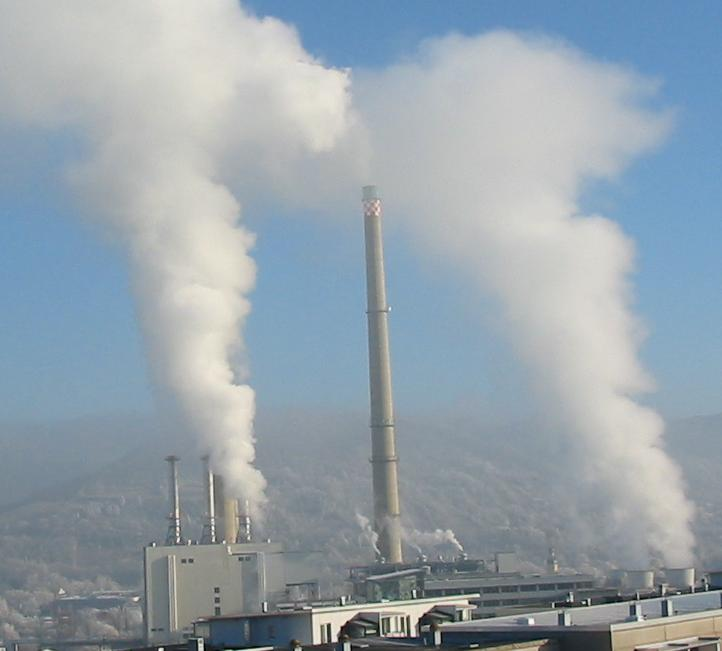
Heizkraftwerk im Winter

Das Heizkraftwerk wurde nach der Inbetriebnahme mit schwerem Heizöl betrieben. Während der weltweiten zweiten Ölkrise baute man es ab 1979 teilweise auf den einheimischen Energieträger Braunkohle um; die Ölkessel wurden nur noch bei hohem Wärmebedarf (Außentemperatur unter −5 °C) und als Reserve benutzt. Für die Abgasreinigung erhielt das Kraftwerk eine Entstaubungsanlage, jedoch keine Rauchgasentschwefelung. Pro Jahr wurden rund 800.000 Tonnen Kohlendioxid und 18.000 Tonnen Schwefeldioxid ausgestoßen:51–54. Die Kohleverbrennung erforderte den Bau des zweiten großen Schornsteines (225 Meter), um die schadstoffreichen Abgase aus dem tief eingeschnittenen Saaletal abzuleiten. Während bei der Ölfeuerung ein einfaches Anschlussgleis vom Bahnhof Göschwitz her genügt hatte, wurde für den Antransport der Braunkohle eine umfangreiche Anschlussbahn mit Abstellgleisen, Auftauhalle und Entladungseinrichtungen für alle gängigen Typen offener Güterwagen gebaut. Täglich konnten bis zu 6000 Tonnen Kohle entladen werden. Die Asche wurde per Bahn von einer Verladeanlage an der Lobedaer Straße in die Wismut-Bergbauregion bei Gera transportiert, um dort als Versatzmaterial zu dienen. Der Betrieb erfolgte ab den 1980er Jahren mit Dampfspeicherlokomotiven, nur ersatzweise mit einer Diesellok der DR-Baureihe V 60.

## Das Gaskraftwerk (1994 bis heute)
Nach der politischen Wende in der DDR wurde die Gasversorgung von Stadtgas auf das energiereichere Erdgas umgestellt, und die aufwändige Kohleverbrennung konnte eingestellt werden. Der letzte Kohlezug erreichte das Kraftwerk am 20. Juni 1994. Nach Verbrauch des Kohlevorrates wurde das Kraftwerk teilweise stillgelegt und am 16. September 1996 nach Umbau auf Erdgas und Probebetrieb offiziell wieder in Betrieb genommen. In dieser Ausbaustufe zählte es als größtes Dampfkraftwerk Thüringens zu den modernsten GuD-Kraftwerken in Deutschland; die elektrische Leistung betrug 197 Megawatt und die Fernwärmeleistung 225 MW. 2011 erfolgte ein nochmaliger Umbau mit Wärmespeicher, Sommerkessel und effizienterer Betriebsweise.
2022 kamen fünf Gasmotoren mit je 12,6 Megawatt hinzu; die Gasturbinen müssen dann nur noch im Winter betrieben werden. Die Investition rentiert sich durch einen bis 2037 laufenden Fernwärme-Abnahmevertrag. In dieser Ausbaustufe werden noch 150.000 Tonnen Kohlendioxid pro Jahr emittiert, und der Wirkungsgrad des Kraftwerks einschließlich der ausgekoppelten Fernwärmeleistung stieg von zuvor 70 auf über 90 Prozent. Nach diesem Umbau sind folgende Wärme- und Stromerzeugungsanlagen vorhanden (nach Kraftwerksliste der Bundesnetzagentur, Stand 21. November 2024):
| Anzahl | Einbaujahr | Anlagenart                  | Bruttoleistung (MW) je Anlage | elektr. Leistung (MW) je Anlage |
| 1      | 1996       | Gegendruck- Dampfturbine    | 26,0                          | 25,0                            |
| 1      | 1996       | Kondensations- Dampfturbine | 40,0                          | 39,0                            |
| 3      | 1996       | Gasturbinen                 | 40,0                          | 39,0                            |
| 5      | 2022       | Gasmotoren                  | 12,6                          | 12,2                            |

Die Wärmespeicher des HKW wurden um 600 Megawattstunden Kapazität (drei Behälter zu je 2960 Kubikmeter Wasser mit 10 bar Druck und 130 Grad Celsius) auf 1050 MWh vergrößert und können das Netz für rund zwölf Stunden bis zu drei Tagen (je nach Jahreszeit) allein versorgen.
Etwa die Hälfte aller Jenaer Wohnungen werden durch das Kraftwerk mit Heizungswärme und Warmwasser versorgt. Einige Groß- und Industriekunden (Zeisswerke in der Innenstadt, Göschwitz und Lichtenhain; Beutenberg-Campus, Uni-Klinikum Bachstraße und Am Steiger) erhielten auch Heiz- und Prozessdampf, werden aber größtenteils seit den 1990er Jahren mit Warmwasser beliefert.:63 f. Das letzte am HKW angeschlossene Dampfnetz (zum Zeiss-Standort Lichtenhain) wurde im Mai 2025 stillgelegt.
Der elektrische Netzanschluss des HKW erfolgt auf der 110-kV-Hochspannungsebene in das Stromnetz des Verteilnetzbetreibers TEN Thüringer Energienetze.

## Sonstiges

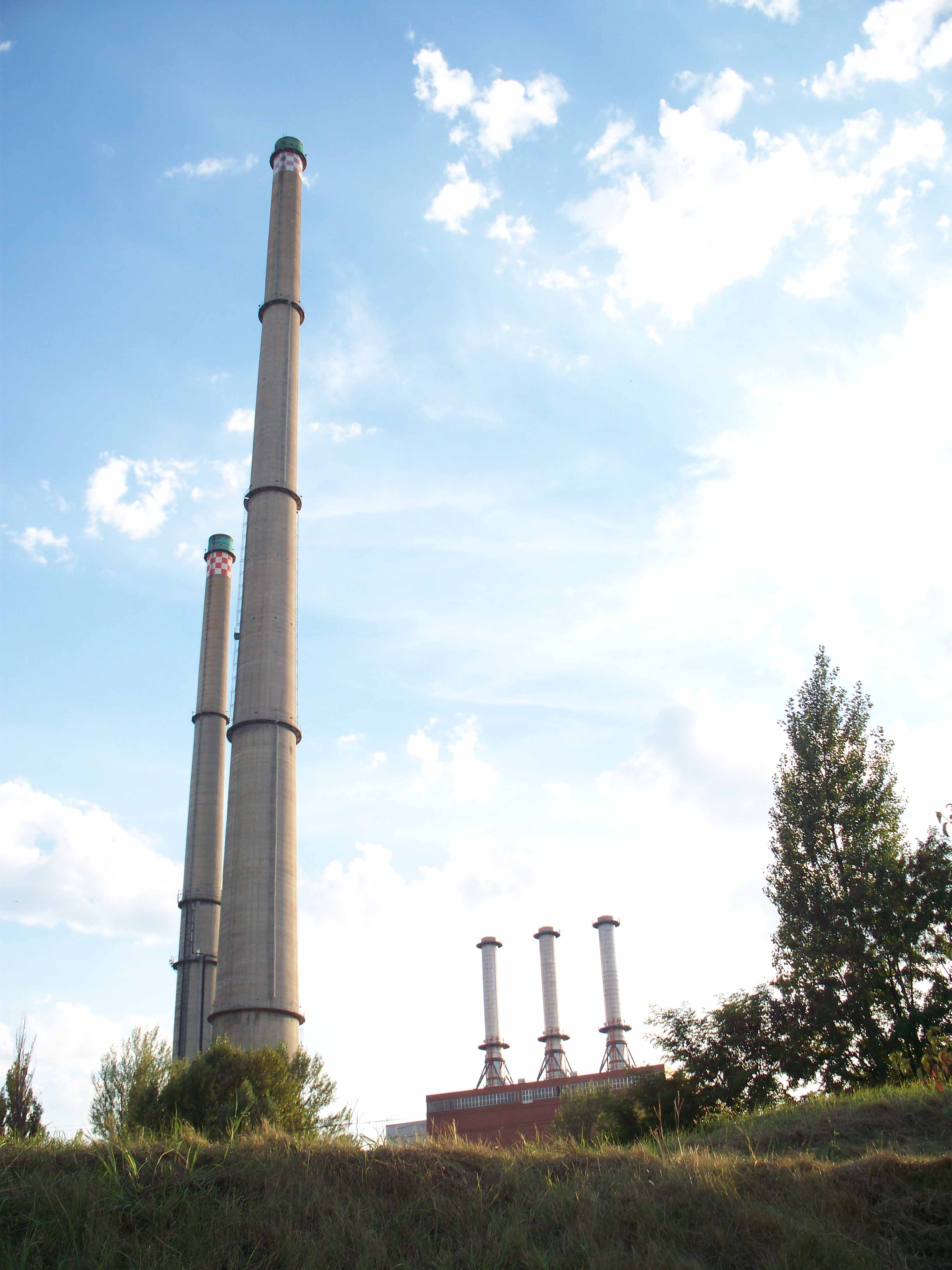
Kraftwerk aus nordöstlicher Richtung (vom Gleisdreieck Jena-Burgau)

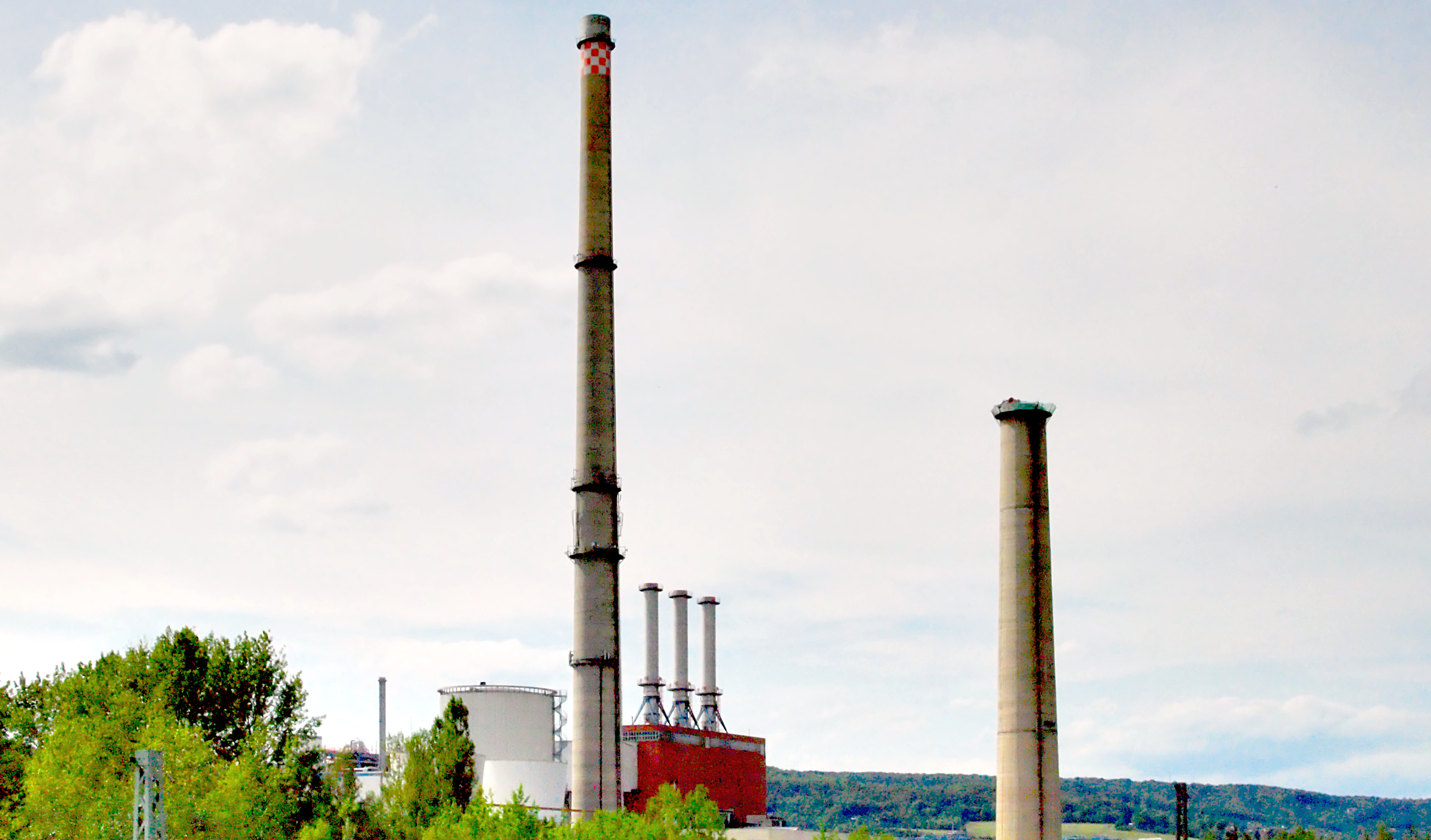
Großer Schornstein des HKW Jena im Abbruch, 10. Juni 2019

Das Stadtbild im Süden Jenas wurde über mehrere Jahrzehnte durch die beiden Schornsteine geprägt. Der 225 Meter hohe, seit 1994 nicht mehr benötigte Schornstein der Kohleverbrennung war bis zum Frühjahr 2019 das höchste Bauwerk Thüringens. Am 28. Juni 2018 begann die Vorbereitung zum Abbruch, der schließlich am 11. April 2019 startete und rund 4 Monate dauerte. Dabei wurde analog des Abrisses der Schornsteine in Gera mittels Spinnenbagger von oben nach unten gearbeitet, der entstehende Schutt fiel ins Innere. Mittelfristig soll auch der 185 Meter hohe Nachbarschornstein verschwinden. Nach dem Abriss der Schornsteine in Erfurt-Ost und Gera ist dieser „kleinere“ Schornstein dann, nach dem Sender Bleßberg, das zweithöchste Bauwerk in Thüringen. Danach würde der Jentower das höchste Bauwerk im Freistaat sein.